# Оливье де Корансе, Гийом
Оливье де Корансе (фр. Olivier de Corancez, настоящее имя Гийом Оливье, фр. Guillaume Ollivier; 1734 — 21 сентября 1810, Париж) — французский журналист и издатель.
Предположительно вырос в деревушке Корансе под Шартром (департамент Эр и Луар), по названию которой и взял себе псевдоним. Начиная с 1774 г. жил в Париже, вёл переписку с Жан-Жаком Руссо (последняя работа Руссо в области музыки, опера «Дафнис и Хлоя», написана на либретто Корансе). В 1776 г. вместе со своим тестем Жаном Ромийи и ещё двумя товарищами получил королевский патент на издание первой во Франции ежедневной газеты, получившей название Journal de Paris; первый номер вышел 1 января 1777 года. Наибольший вклад Корансе вносил в литературный раздел газеты, регулярно писал также о музыке (в частности, опубликовал ряд материалов в поддержку Кристофа Виллибальда Глюка во время известной «войны глюкистов и пиччинистов»). Он оставался соредактором и совладельцем издания вплоть до 1799 года. Помимо газетной деятельности, выпустил в 1796 г. сборник стихов.